# Tublatanka
Tublatanka (укр. Тублатанка) — словацький рок-колектив, створений у 1982 році.
Назва походить від книги Едгара Берроуза «Тарзан». Вона базується на частині імені батька Тарзана, злої мавпи на ім'я Тублат, і частині популярного у ті часи музичного колективу «Мораванка» (Moravanka).

## Оригінальний склад
— Maťo Ďurinda — спів, гітара
 — Pavol Horváth — басист
 — Juraj Černý — ударні
Автором текстів та менеджером колективу був Мартін Сарваш (Martin Sarvas). Серед музичних зразків для наслідування були: Led Zeppelin, Deep Purple, Thin Lizzy, Nazareth, The Who, Yes та Pink Floyd. Рання творчість характеризувалася «тяжким» роком.

## 80-і
Після фестивалю самодіяльності у Братиславі, який має назву «Mladá vlna 82», отримали пропозицію на запис пластинки у студії.
Перший студійний альбом з'явився 1985-го, який так і називався «Tublatanka», він був розпроданий тиражем близько 100 000 екземплярів.
у 1986-у році було перевидання альбому під назвою «Skúsime to cez vesmír».
1988-го вийшов третій альбом, що називався «Zerave znamenie osudu», який було розпродано у кількості 250 000 екземплярів.
Просякнутий був цей альбом металом, який переживав бум в кінці 80-х.

### Колектив їде на гастролі
1988 — Москва, збирає на концерти 14-15 тисяч людей, 1989 — Відень, у тому ж році — Прага, де збирає на концерт на стадіоні «Štadióne Evžena Rošického» близько 20 000 слухачів — про цю подію навіть пише німецький журнал «Heavy Metal».

## 90-і
1990 — альбом «Nebo-peklo-raj»
1992 — альбом «Volanie divočiny»
у 1993-у, після концерту в німецькому Карлсруе, колектив полишив Павол Хорват (Pavol Horvath) і тому колядки у роковому стилі «Podme bratia do Betlehema nahravaju» записують уже в дуеті: Юрай Черни — ударні, Мартін Дурінда — гітара та бас.
У ці часи Юрай Черни має проблеми з вживанням наркотиків, проходе курс лікування; колектив шукає нових музикантів — тривалий час безуспішно.
Нарешті з колективом погодився співпрацювати співак Дода Дубана (Doda Dubana), і басист з групи Money Factor Юрай Топор (Juraj Topor).
у 1995-у році Тублатанка бере участь у конкурсі «Євробачення» з піснею «Nekonecna Piesen», щоправда займає не надто почесне 17-е місце з 25 виконавців.
Після квітень концерту 1994-го року в США, до колективу знову (тимчасово) приєднується Юрай Черни, також приходе новий член групи — перкуссія Мартін Ухерчік (Martin Uherčík).
у 1996-у для запису нових альбомів, до групи вкотре приєднується Юрай Черни.
Записують два альбоми: "Великі хіти 1″ і "Великі хіти 2″ (Najvacsie hity No. 1 — Pravda vitazi, Najvacsie hity No. 2 — Ja sa vratim!).
У кінці 90-их мода в Словаччині на рок-музику зменшується.

## 2000-і
Влітку 2000-го група «Тублатанка» разом з чеськими колективами Prazsky Vyber, Olympic та іншими виступає на чехо-словацькому рок-фестивалі у Чикаго.
У листопаді група востаннє зібралася для запису альбому «Pánska jazda», на якому 10 з 15-и пісень написав Мартін Дурінда.

## Дискографія

### Офіційні альбоми
• 1985 — Tublatanka 

• 1986 — Skúsime to cez vesmír 

• 1988 — Žeravé znamenie osudu 

• 1990 — Nebo — peklo — raj 

• 1992 — Volanie divočiny 

• 1993 — Poďme bratia do Betlehema 

• 1995 — Znovuzrodenie 

• 2001 — Pánska jazda 

• 2002 — Láska útočí 

• 2005 — Patriot

### Збірки
• 1996 — Najväčšie hity No. 1 — Pravda víťazí 

• 1996 — Najväčšie hity No. 2 — Ja sa vrátim! 

• 2003 — ZLATÁ TUBLATANKA 20 ROCKOV

## Джерело
- Tublatanka — словацький «метал»!